# Maesa ambrymensis
Maesa ambrymensis är en viveväxtart som beskrevs av André Guillaumin. Maesa ambrymensis ingår i släktet Maesa och familjen viveväxter. Inga underarter finns listade i Catalogue of Life.